# 고노하역
고노하역(일본어: 木葉駅)은 일본 구마모토현 다마나군 교쿠토정에 있는 규슈 여객철도 가고시마 본선의 역이다.

## 타는 곳
| 1 | ■ 가고시마 본선 | (하행)    | 구마모토 · 야쓰시로 방면 |
| 2 | 사용 정지       | 사용 정지 | 사용 정지                |
| 3 | ■ 가고시마 본선 | (상행)    | 오무타 · 하카타 방면     |

## 역 주변
- 교쿠토 정청
- 다카쓰키 관군 묘지
- 마루타 공원
- 국도 제208호선

## 인접 정차역
| 규슈 여객철도 가고시마 본선 | 규슈 여객철도 가고시마 본선 | 규슈 여객철도 가고시마 본선 |
| --------------------------- | --------------------------- | --------------------------- |
| 다마나 아라오 방면          | ■ 쾌속 '구마모토 라이너'    | 우에키 야쓰시로 방면        |
| 히고이쿠라 모지코 방면      | ■ 보통                      | 다바루자카 가고시마 방면    |